# Ted Allbeury
Ted Allbeury (* 24. Oktober 1917 in Stockport, Greater Manchester, England; † 4. Dezember 2005 in Tunbridge Wells, Kent; vollständiger Name Theodore Edward Le Boutillier Allbeury) war ein britischer Autor von Spionageromanen.

## Leben
Nach dem frühen Tod seines Vaters zog seine Mutter mit ihm und seiner Schwester nach Essex und später nach Birmingham, wo er aufwuchs und zur Schule ging. Danach fand er eine Anstellung als Arbeiter in einer Eisengießerei, wo er dann auch als Zeichner im Büro arbeitete. Zu Beginn des Zweiten Weltkriegs bewarb er sich für die Armee und wurde von der Special Operations Executive des Geheimdienstes angenommen. Dank seines Sprachtalents kam er auch zu vielen Auslandseinsätzen. Allbeury brachte es bis zum Offiziersrang eines Lieutenant-Colonel und war nach dem Krieg unter anderem auch für die Verhöre der deutschen Kriegsgefangenen zuständig, bevor er 1947 aus dem Dienst ausschied.
Nach dieser Zeit kehrte er für einige Zeit in die Gießerei zurück, gründete dann aber die eigene Marketing- und Werbeagentur J. W. Southcombe. Anfang der 1960er Jahre zog er sich für drei Jahre davon zurück und versuchte sich in der Geflügel- und Schäferhundezucht. Nachdem das aber nicht zufriedenstellend verlaufen war, wollte er wieder in die Werbebranche zurückkehren. Dann wurde er von einem Bekannten um Rat bei der Vermarktung eines Piratensenders auf einem alten Fort vor der Küste gefragt. Es kam so weit, dass Allbeury selbst einstieg und ab 1965 erfolgreich den Sender Radio 390 aufbaute. Nach Meinungsverschiedenheiten mit den Miteigentümern trennte er sich 1967 von dem Sender und baute kurzzeitig einen neuen Sender auf, bis ihn die veränderte Gesetzeslage später im selben Jahr zur Aufgabe zwang.
Nach einem erfolglosen Anlauf, für die Liberals einen Parlamentssitz zu erringen, stieg er wieder in die Marketingbranche ein. Daneben entdeckte er aber auch die schriftstellerische Tätigkeit und die Verarbeitung seiner Geheimdiensterfahrungen für sich. In den frühen 1970er Jahren begann er mit dem Schreiben von Spionageromanen. Er wurde zu einem der erfolgreichsten britischen Autoren des Genres in den 1970er und 1980er Jahren und verfasste in 20 Jahren mehr als 40 Bücher. Je zwei seiner Bücher erschienen auch unter den Pseudonymen Patrick Kelly und Richard Butler. Allbeury legt dabei in seinen Werken weniger Wert auf technische Spionagespielereien, sondern entwickelt lebendige Charakterstudien der Akteure, wobei bei ihm am Ende typischerweise die gute Seite die Oberhand behält. Bekannt sind seine Geschichten auch für seine authentischen Beschreibungen der Örtlichkeiten, die er, ohne selbst dort gewesen zu sein, mit Hilfe von Bildern und Berichten in die Handlung einbaute. Reclams Krimi-Lexikon merkte an, dass er das Spionagegenre „nicht mit der gleichen Meisterschaft“ wie John le Carré behandelt habe. Außerdem beklagte man die Typisierung seines Frauenbildes: „Negativ fällt Allbeurys Frauenbild auf; fast alle Frauen sind gutaussehend, vollbusig und stets zu allem bereit.“
Theodore Allbeury starb 2005 im Alter von 88 Jahren.

## Werke (Auswahl)
Tad Anders Spionageromane
- Operation Schneeball. Spionage-Thriller. („Snowball“, 1974). Ullstein, Frankfurt am Main 1978, ISBN 3-548-01923-4.
- Der Omega-Minus-Prozess. Spionage-Thriller. („Palomino Blonde“, auch: „Omega-minus“, 1975). Ullstein, Frankfurt am Main 1979, ISBN 3-548-01970-6.
- Der Judas-Faktor. Agentenroman. („The Judas Factor“, 1984). Ullstein, Frankfurt am Main 1988, ISBN 3-548-10538-6.

Max Farne Thriller. (original unter Pseudonym Richard Butler)
- Wer auf die Nachtigall schießt. („Where All the Girls Are Sweeter“, auch „Dangerous Arrivals“, 1975). Ullstein, Frankfurt am Main 1988, ISBN 3-548-10609-9.
- Risiko an der Riviera. („Italian Assets“, auch: „Deadly Departures“, 1976). Ullstein, Frankfurt am Main 1991, ISBN 3-548-22605-1.

Andere Spionageromane und Polit-Thriller
- Agenten sind treue Feinde. Spionage-Thriller. („A Choice of Enemies“, 1972). Ullstein, Frankfurt am Main 1978, ISBN 3-548-01884-X.
- Unternehmen Sonderkollekte. Polit-Thriller. („The Special Collection“, auch: „The Networks“, 1975). Ullstein, Frankfurt am Main 1987, ISBN 3-548-10492-4.
- Ein nützlicher Deutscher. Polit-Thriller. („The Only Good German“, auch: „Mission Berlin“, 1976). Ullstein, Frankfurt am Main 1987, ISBN 3-548-10439-8.
- Quadrille mit tödlichem Ausgang.  Spionage-Thriller. („Moscow Quadrille“, auch: „Special Forces“, 1976). Ullstein, Frankfurt am Main 1978, ISBN 3-548-01909-9.
- Phantomhirn für den Präsidenten. Spionage-Thriller. („The Man with the President's Mind“, 1977). Ullstein, Frankfurt am Main 1979, ISBN 3-548-01947-1.
- Vergangenheit ist nie zu Ende. Spionage-Thriller. („The Lantern Network“, 1978). Ullstein, Frankfurt am Main 1978, ISBN 3-548-10003-1.
- Die Alpha-Liste. Spionage-Thriller. („The Alpha List“, 1979). Ullstein, Frankfurt am Main 1980, ISBN 3-548-10053-8.
- Die Saat der Angst. Polit-Thriller. („Consequence of Fear“, auch: „Smokescreen“, 1779). Ullstein, Frankfurt am Main 1981, ISBN 3-548-10083-X.
- In der Hand des Kreml. Polit-Thriller. („The Twentieth Day of January“, auch: „Cold Tactics“, 1980). Ullstein, Frankfurt am Main 1980, ISBN 3-548-10067-8.
- Die Rächerin. Polit-Thriller. („The Reaper“, auch: „The Stalking Angel“, 1980). Ullstein, Frankfurt/M. 1986, ISBN 3-548-10333-2.
- Codewort Cromwell. Polit-Thriller. („Codeword Cromwell“, 1981). Ullstein, Frankfurt am Main 1991 (Original unter Pseudonym Patrick Kelly), ISBN 3-548-40118-X.
- Am Rande der Einsamkeit. Polit-Thriller. („The Lonely Margins“, 1981). Ullstein, Frankfurt am Main 1985 (Original unter Pseudonym Patrick Kelly), ISBN 3-548-10303-0.
- Die andere Seite des Schweigens. Spionageroman. („The Other Side of Silence“, 1981). Ullstein, Frankfurt am Main 1982, ISBN 3-548-10150-X.
- Seitenwechsel. Polit-Thriller. („The Secret Whispers“, 1981). Ullstein, Frankfurt am Main 1990, ISBN 3-548-22447-4.
- Und morgen die Zukunft. Polit-Thriller. („All Our Tomorrows“, 1982). Ullstein, Frankfurt am Main 1987, ISBN 3-548-20803-7.
- Schatten der Spione. Spionageroman. („Shadow of Shadows“, 1982). Ullstein, Frankfurt am Main 1983, ISBN 3-548-10216-6.
- Jeder Spion hat seinen Preis. Polit-Thriller. („Pay Any Price“, 1983). Ullstein, Frankfurt am Main 1985, ISBN 3-548-10287-5.
- Das Mädchen aus Addis. Polit-Thriller. („The Girl from Addis“, 1984). Ullstein, Frankfurt am Main 1985, ISBN 3-548-10321-9.
- Rennie. Spionageroman. („No Place to Hide“, auch: „Hostage“, 1984). Ullstein, Frankfurt am Main 1986, ISBN 3-548-10356-1.
- Kinder der Geborgenheit. Polit-Thriller. („Children of Tender Years“, 1985). Ullstein, Frankfurt am Main 1986, ISBN 3-548-10376-6.
- Saat des Verrats. Spionage-Thriller. („The Seeds of Treason“, 1986). Ullstein, Frankfurt am Main 1988, ISBN 3-548-20872-X.
- Bauernopfer. Spionage-Thriller. („The Crossing“, auch: „Berlin Exchange“, 1986). Ullstein, Frankfurt am Main 1990, ISBN 3-548-10663-3.
- Spiegelverkehrt. Polit-Thriller. („A Wilderness of Mirrors“, 1988). Ullstein, Frankfurt am Main 1998, ISBN 3-548-22669-8.
- Geheimcode Deep Purple. Spionage-Thriller. („Deep Purple“, 1989). Ullstein, Frankfurt am Main 1998, ISBN 3-548-24375-4.
- Zeit ohne Schatten. („A Time Without Shadows“, auch: „Rules of the Game“, 1990). Ullstein, Frankfurt am Main 1995, ISBN 3-550-06742-9.
- Drecksarbeit. („The Dangerous Edge“, 1991). Schweizer Verlagshaus, Zürich 1995, ISBN 3-7263-6688-1.
- Ein echter Amerikaner. Roman. („Show Me a Hero“, 1992). Schweizer Verlagshaus, Zürich 1996, ISBN 3-7263-6690-3.
- Grenzgänger. („The Line-Crosser“, 1993). Edition Oesch, Zürich 1999, ISBN 3-85833-251-8.

Weitere Romane
- Wer die Liebe wählt. Roman. („The Choice“, 1986). Ullstein, Frankfurt am Main 1990, ISBN 3-548-22351-6.

nur auf Englisch erschienen
- Other Kinds of Treason. Kurzgeschichten. New English Library, London 1990, ISBN 0-450-49598-1.
- As Time Goes by. Hodder & Stoughton, London 1994, ISBN 0-450-60439-X.
- Beyond the Silence. auch: The Spirit of Liberty. Hodder Children’s Books, London 1995, ISBN 0-450-60440-3.
- The Long Run. Coronet Books, London 1996, ISBN 0-340-68215-9.
- Aid and Comfort. (basiert auf dem Fall von Aldrich Ames). Coronet Books, London 1997, ISBN 0-340-69644-3.
- Shadow of a Doubt. Hodder & Stoughton, London 1998, ISBN 0-340-71817-X.
- The Reckoning. Hodder & Stoughton, London 1999, ISBN 0-340-75093-6.
- Never Look Back. Severn House Publishers, Sutton 2000, ISBN 0-7278-5579-4.
- The Assets. auch: Due Process. Hodder & Stoughton, London 2000, ISBN 0-340-77054-6.

Quelle: